# Автодорога A2 (Латвия)
А2 (неофициальное название Ви́дземское шоссе, латыш. Vidzemes šoseja) — государственная автомобильная дорога высшей категории в Латвии, проходящая по маршруту Рига — граница Латвии и Эстонии (Вецлайценская волость). Является частью европейского маршрута E 77 и Европейских коммуникационных сетей (TEN-T).

## История

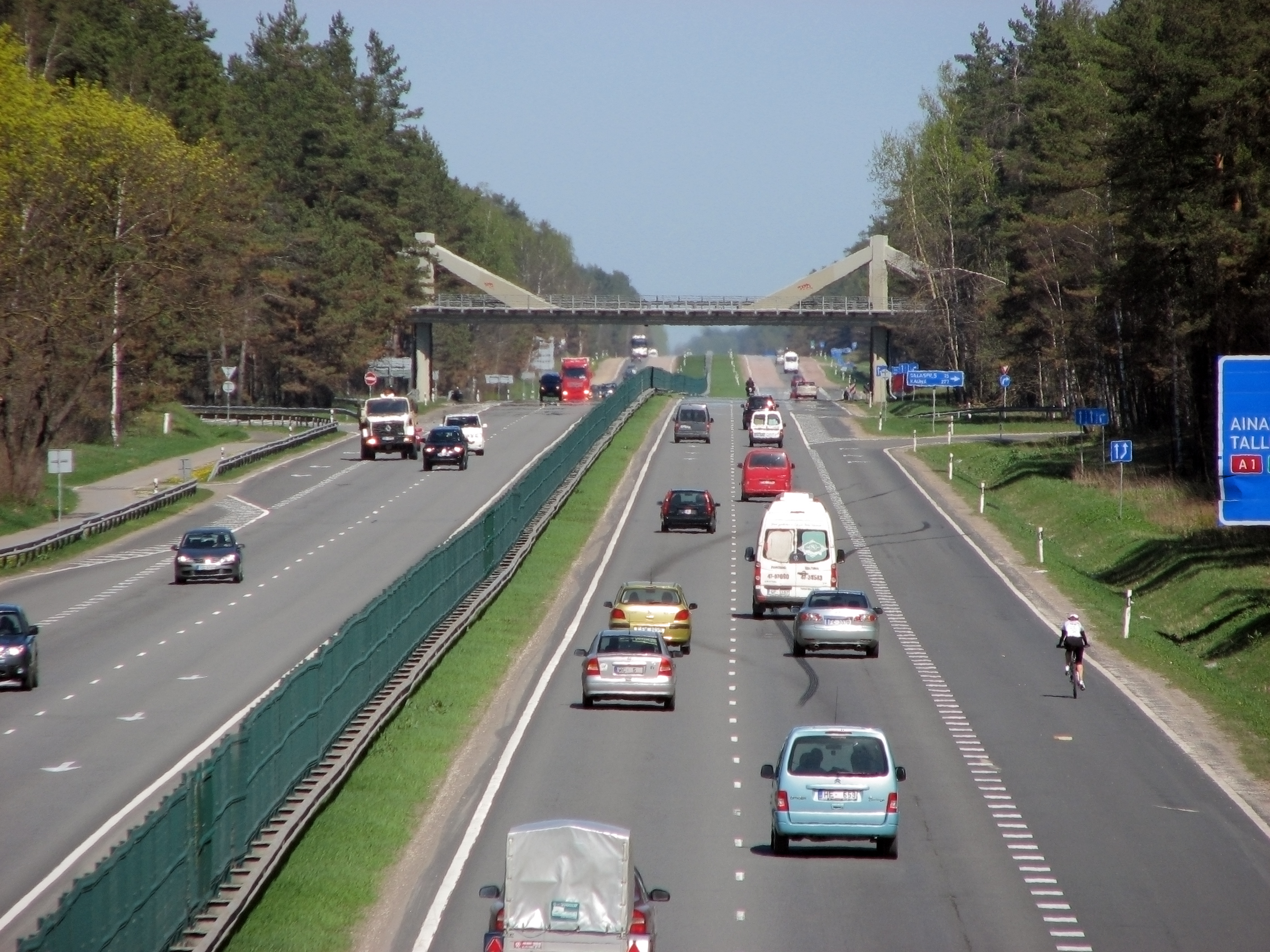
A2 под Ригой, у развилки с и

В 1795 году земли Курляндского герцогства, до того момента зависимые от Польши, были присоединены к Российской империи. Из исторически сложившихся к тому времени сухопутных путей Латвии наибольшую значимость получили те из них, что связывали Петербург с Кёнигсбергом, Ковно, Варшавой. Дорога из Петербурга в Кёнигсберг проходила через Псков и Ригу.
Согласно принятому в 1833 году закону о классификации всех дорог Российской империи, дорога из Риги на Псков относилась к первому, самому высшему классу. С этого момента началось строительство участка Рига — Псков. Её первый отрезок от Риги до Инчукалнса имел протяжённость 40 км, его сооружение было завершено в 1837 году, строительные работы на остальном протяжении дороги — в 1859 году.
После Великой Отечественной войны, с 1949 года, на латвийских дорогах начали устраиваться покрытия из гравия, обработанного органическим вяжущим путём смешения на строительной площадке. Такое черногравийное покрытие получили к 1959 году все автомобильные дороги общегосударственного значения, в том числе и Рига — Псков. В советское время автодорога имела участки как I, так и II технических категорий.
В условиях увеличения интенсивности перевозок как грузовых, так и пассажирских (в 1970-е годы среднегодовой прирост интенсивности составил 7—13 %) и особой загруженности транспортных магистралей на подходах к Риге было принято решение о реконструкции главных автомобильных дорог, в том числе и участка Рига — Инчукалнс. Проектные работы были начаты в 1971 году институтом «Латгипродортранс». Перегон протяжённостью 27,7 км реконструирован и сдан в эксплуатацию в 1977 году. Он прошёл через леса Приморской низменности, где иногда встречаются болота. Так как эти сосновые леса являются традиционным местом отдыха жителей Риги, на участке было предусмотрено строительство автомобильных стоянок. Проектные решения принимались с учётом предполагаемых изменений интенсивности движения от границы города до Рижской объездной дороги. Этот отрезок трассы согласно проекту получил шесть полос движения с разделительной полосой шириной 5,5 м, за объездной дорогой были предусмотрены четыре полосы с разделительной полосой в 12,5 м. По состоянию на 1985 год шесть полос движения в Латвии было ещё только на одной автодороге — курортной магистрали Рига — Юрмала. С целью сохранения примыкающего леса, а также ради уменьшения объемов работ по переустройству коммуникаций, проектная трасса проходила по существующей старой дороге. За посёлком Гаркалне, который автодорога обходила, полосы встречного движения разделялись лесом, полоса разделения имела ширину от 20 до 100 м. Это был уникальный случай: дороги I технической категории в Латвийской ССР имели общее земляное полотно для двух направлений движения, только участок от Гаркалне до Инчукалнса имел два земляных полотна. Левая полоса шла по трассе автодороги Рига — Псков, построенной в XIX веке. Для правой полосы, чтобы не вырубать деревья для устройства уширения существующего земляного полотна, было построено новое земляное полотно. Это решение также дало возможность сэкономить на переносах кабелей связи.
В годы десятой пятилетки дорожная одежда на участоке автодороги от Сигулды до Инчукалнса была усовершенствована — доломитный щебень в основании был заменен на гранитный. Проектом было предусмотрено строительство шести двухуровневых транспортных развязок на участке от моста через реку Юглу до Инчукалнса, к 1985 году из них были введены в строй четыре. На пересечении автодороги Рига — Псков с дорогой Инчукалнс — Валмиера, III технической категории, имеющей республиканское значение, и подъезда к станции Инчукалнс была построена уникальная транспортная развязка со съездами к санаторию «Карлиши» и ресторану «Сените». Так как в этом месте сходились автодороги, имеющие интенсивное движение, и подъезды к популярным местам отдыха с автобусным маршрутом, на развязке по классической схеме «клеверный лист», где соединялись потоки всех направлений, происходило бы скопление автотранспорта. Решение проблемы проектировщики нашли, предоставив приоритет транспорту, движущемуся по автодорогам Рига — Псков и Инчукалнс — Валмиера. Транспорт, проходящий по дорогам местного сообщения, разводился через кольцевое пересечение, имеющее съезды на станцию, санаторий, автомобильные стоянки, а также на трассы Рига — Псков и Инчукалнс — Валмиера. Автодороги Рига — Псков и Инчукалнс — Валмиера переходят кольцо по четырём путепроводам (отдельный для каждого направления движения) и эстакаде.
На трассе у границы Риги был построен первый в Латвийской ССР мотель «Автосервис».

## Современное состояние
Общая протяжённость дороги составляет 195,6 км. Среднесуточный объём движения (AADT) составил в 2020 году 7254 автомобиля в сутки. Дорога имеет асфальтобетонное покрытие. Текущее ограничение скорости составляет 90 км/ч.
На своём протяжении дорога A2 проходит через следующие города и населённые пункты: Гаркалне, Вангажи, Сигулда, Грундзале, Виреши. Пересекает реки Амату, Гаую, Криевупе, Вайдаву и дороги P3 возле Гаркалне, P10 у Инчукалнса, P8 в Сигулде, P32 в Аугшлигатне, P20 и P31 в Цессиском крае, P30 возле Берзкрогса, P28 и P29 возле Рауны, P27 возле Смилтене, P23, P44, P19 и P39 в Смилтенском крае.